# Oxböle
Oxböle är en by i Offerdals socken, Krokoms kommun, Jämtland. Byn är belägen mellan Kaxås, Lien och Valla. Byn omnämns första gången år 1460 som Vxaböle.